# ディリクレの畳み込み
数学において, ディリクレの畳み込み（ディリクレのたたみこみ、英: Dirichlet convolution, divisor convolution）はペーター・グスタフ・ディリクレによって定義された数論的関数に対して定義される二項演算である。この演算は数論において重要な役割を果たす。

## 定義
{\displaystyle f,g:\mathbb {N} \to \mathbb {C} } が正の整数から複素数への数論的関数であるとき, Dirichletの畳み込み f ∗ g とは以下のように定義される数論的関数である:
{\displaystyle (f*g)(n)\ =\ \sum _{d\,\mid \,n}f(d)\,g\!\left({\frac {n}{d}}\right)\ =\ \sum _{ab\,=\,n}\!f(a)\,g(b)}
ここで総和は n の全ての正の約数 d を渡る. 言い換えると,全ての積が n となる正の整数の異なる組 (a, b) を渡る.
この積はリーマンゼータ関数のようなディリクレ級数の研究から自然に現れ, 二つのディリクレ級数の積の係数を表す:
{\displaystyle \left(\sum _{n\geq 1}{\frac {f(n)}{n^{s}}}\right)\left(\sum _{n\geq 1}{\frac {g(n)}{n^{s}}}\right)\ =\ \left(\sum _{n\geq 1}{\frac {(f*g)(n)}{n^{s}}}\right).}

## 性質
数論的関数の集合は可換環となる。この環をディリクレ環という, 演算は点ごとに定義され, f + g は (f + g)(n) = f(n) + g(n), 乗法はディリクレの畳み込みで定義される. 乗法単位元は ε(n) = 1 if n = 1 and ε(n) = 0 if n > 1で定義される単位関数εである. この環の可逆元 (単元) はf(1) ≠ 0となる数論的関数f である.
特に, ディリクレの畳み込みは結合法則が成り立つ,
{\displaystyle (f*g)*h=f*(g*h),}
和に対し分配法則,
{\displaystyle f*(g+h)=f*g+f*h},
交換法則が成立し,
{\displaystyle f*g=g*f},
単位元が存在する.
{\displaystyle f*\varepsilon } = {\displaystyle \varepsilon *f=f}.
さらに, {\displaystyle f(1)\neq 0}となる{\displaystyle f} に対し, {\displaystyle f*f^{-1}=\varepsilon }となる数論的関数 {\displaystyle f^{-1}}が存在し, {\displaystyle f}のディリクレ逆元と呼ぶ.
乗法的関数のディリクレの畳み込みも乗法的で, 任意の恒等的に0でない乗法的関数はディリクレ逆元を持つ. 言い換えると, 乗法的関数はディリクレ環の可逆元の部分集合をなす. ただし、乗法的関数同士の和は乗法的関数ではない({\displaystyle (f+g)(1)=f(1)+g(1)=2\neq 1}), そのため乗法的関数の部分集合はディリクレ環の部分環ではない. 乗法的関数の記事には、重要な乗法関数間の畳み込み関係がいくつか挙げられている.
他の数論的関数の演算には点ごとに積を取るというものがある:  fgは(fg)(n) = f(n) g(n)で定義される. 完全乗法的関数 {\displaystyle h}を与えられたとき, {\displaystyle h} の点ごとの積はディリクレの畳み込みに分配される: {\displaystyle (f*g)h=(fh)*(gh)}. 完全乗法的関数同士の積は乗法的だが完全乗法的とは限らない.

## 具体例
これらの式では、以下の数論的関数を使用する:
- {\displaystyle \varepsilon } は乗法的単位元: {\displaystyle \varepsilon (1)=1}, otherwise 0 ({\displaystyle \varepsilon (n)=\lfloor {\tfrac {1}{n}}\rfloor }).
- {\displaystyle 1} は恒等的に1を返す定数関数:  {\displaystyle 1(n)=1} for all {\displaystyle n}. {\displaystyle 1} 単位元ではないことに気をつけよ. (対応するディリクレ関数はリーマンゼータ関数なので {\displaystyle \zeta } と表記する著者もいる.)
- {\displaystyle 1_{C}} for {\displaystyle C\subset \mathbb {N} } は指示関数:  {\displaystyle 1_{C}(n)=1} iff {\displaystyle n\in C}, otherwise 0.
- {\displaystyle {\text{Id}}} は恒等関数:  {\displaystyle {\text{Id}}(n)=n}.
- {\displaystyle {\text{Id}}_{k}}はk乗関数:  {\displaystyle {\text{Id}}_{k}(n)=n^{k}}.

以下のような関係式が成立する:
- {\displaystyle 1*\mu =\varepsilon }, 定数関数 {\displaystyle 1} のディリクレ逆元はメビウス関数. したがって:
- {\displaystyle g=f*1}  と {\displaystyle f=g*\mu } は同値, メビウスの反転公式
- {\displaystyle \sigma _{k}={\text{Id}}_{k}*1}, the 約数関数 σk
- {\displaystyle \sigma ={\text{Id}}*1}, 正の約数の和 σ = σ1
- {\displaystyle \tau =1*1} , 正の約数の個数 τ(n) = σ0
- メビウスの反転公式をσk, σ, τに用いて{\displaystyle {\text{Id}}_{k}=\sigma _{k}*\mu }
- {\displaystyle {\text{Id}}=\sigma *\mu }
- {\displaystyle 1=\tau *\mu }
- {\displaystyle \phi *1={\text{Id}}} , オイラーのφ関数 φ
- {\displaystyle \phi ={\text{Id}}*\mu } , メビウスの反転公式より
- {\displaystyle \sigma =\phi *\tau }  , {\displaystyle \phi *1={\text{Id}}} の両辺に 1 を畳み込むことで得られる
- {\displaystyle \lambda *|\mu |=\varepsilon } , リウヴィル関数 λ
- {\displaystyle \lambda *1=1_{\text{Sq}}} , 平方数の集合 Sq = {1, 4, 9, ...}
- {\displaystyle {\text{Id}}_{k}*({\text{Id}}_{k}\mu )=\varepsilon }
- {\displaystyle \tau ^{3}*1=(\tau *1)^{2}}
- {\displaystyle J_{k}*1={\text{Id}}_{k}},  ジョルダンのトーシェント関数
- {\displaystyle ({\text{Id}}_{s}J_{r})*J_{s}=J_{s+r}}
- {\displaystyle \Lambda *1=\log }, フォン・マンゴルト関数 {\displaystyle \Lambda }
- {\displaystyle |\mu |\ast 1=2^{\omega },} プライムオメガ関数 {\displaystyle \omega (n)} (nの異なる素因数の個数)
- {\displaystyle \Omega \ast \mu =1_{\mathcal {P}}}, 素数冪の特性関数
- {\displaystyle \omega \ast \mu =1_{\mathbb {P} }} , {\displaystyle 1_{\mathbb {P} }(n)\mapsto \{0,1\}} は素数の特性関数

この最後の恒等式は、素数計数関数が以下の和関数で与えられることを示している。
{\displaystyle \pi (x)=\sum _{n\leq x}(\omega \ast \mu )(n)=\sum _{d=1}^{x}\omega (d)M\left(\left\lfloor {\frac {x}{d}}\right\rfloor \right)}
ここで {\displaystyle M(x)} はメルテンス関数（1からnまでμ(k)を足したもの）そして {\displaystyle \omega } はプライムオメガ関数. この展開は、約数和等式（これらの和に対する標準的なトリック）のページで与えられたディリクレ畳み込みに対する和の恒等式から導かれる.

## ディリクレ逆元

### 具体例
数論的関数 {\displaystyle f} が与えられたとき, そのディリクレ逆元 {\displaystyle g=f^{-1}} は帰納的に計算される: {\displaystyle g(n)} の値は {\displaystyle g(m)} for {\displaystyle m<n} の値から,

{\displaystyle n=1} のとき:
{\displaystyle (f*g)(1)=f(1)g(1)=\varepsilon (1)=1}, よって
{\displaystyle g(1)=1/f(1)}. これより {\displaystyle f} は {\displaystyle f(1)=0} のときディリクレ逆元を持たないことがわかる.
{\displaystyle n=2} のとき:
{\displaystyle (f*g)(2)=f(1)g(2)+f(2)g(1)=\varepsilon (2)=0},
{\displaystyle g(2)=-(f(2)g(1))/f(1)},
{\displaystyle n=3} のとき:
{\displaystyle (f*g)(3)=f(1)g(3)+f(3)g(1)=\varepsilon (3)=0},
{\displaystyle g(3)=-(f(3)g(1))/f(1)},
{\displaystyle n=4} のとき:
{\displaystyle (f*g)(4)=f(1)g(4)+f(2)g(2)+f(4)g(1)=\varepsilon (4)=0,}{\displaystyle g(4)=-(f(4)g(1)+f(2)g(2))/f(1),}

一般に {\displaystyle n>1} のとき,
{\displaystyle g(n)\ =\ {\frac {-1}{f(1)}}\mathop {\sum _{d\,\mid \,n}} _{d<n}f\left({\frac {n}{d}}\right)g(d).}

### 性質
ディリクレ逆元は以下のような性質を持つ:
- 関数 f がディリクレ逆元を持つことと f(1) ≠ 0 は同値.
- 乗法的関数のディリクレ逆元も乗法的.
- ディリクレ畳み込みのディリクレ逆元はその関数の逆元の畳み込み: {\displaystyle (f\ast g)^{-1}=f^{-1}\ast g^{-1}}.
- 乗法的関数 f が完全乗法的関数であることと{\displaystyle f^{-1}(n)=\mu (n)f(n)} であることは同値.
- f が完全乗法的関数のとき {\displaystyle g(1)\neq 0} かつ {\displaystyle \cdot } が関数の点ごとの積を表すならば {\displaystyle (f\cdot g)^{-1}=f\cdot g^{-1}}.

### 他の関係式
| 数論的関数                                       | ディリクレ逆元:                                                               |
| ------------------------------------------------ | ----------------------------------------------------------------------------- |
| 定数関数 1                                       | メビウス関数 μ                                                                |
| {\displaystyle n^{\alpha }}                      | {\displaystyle \mu (n)\,n^{\alpha }}                                          |
| リウヴィル関数 λ                                 | メビウス関数の絶対値 \|μ\|                                                    |
| オイラーのφ関数 {\displaystyle \varphi }         | {\displaystyle \sum _{d\|n}d\,\mu (d)}                                        |
| 一般化約数関数 {\displaystyle \sigma _{\alpha }} | {\displaystyle \sum _{d\|n}d^{\alpha }\mu (d)\mu \left({\frac {n}{d}}\right)} |

任意の数論的関数 f のディリクレ逆関数に対する厳密で非再帰的な公式は、約数和等式で与えられる. f のディリクレ逆関数のより自然数の分割のような考えを用いた式は次式で与えられる: 
{\displaystyle f^{-1}(n)=\sum _{k=1}^{\Omega (n)}\left\{\sum _{{\lambda _{1}+2\lambda _{2}+\cdots +k\lambda _{k}=n} \atop {\lambda _{1},\lambda _{2},\ldots ,\lambda _{k}|n}}{\frac {(\lambda _{1}+\lambda _{2}+\cdots +\lambda _{k})!}{1!2!\cdots k!}}(-1)^{k}f(\lambda _{1})f(\lambda _{2})^{2}\cdots f(\lambda _{k})^{k}\right\}.}
次の等式は、可逆数論的関数 f のディリクレ逆関数をコンパクトに表現する方法である:
{\displaystyle f^{-1}=\sum _{k=0}^{+\infty }{\frac {(f(1)\varepsilon -f)^{*k}}{f(1)^{k+1}}}}
ここで {\displaystyle (f(1)\varepsilon -f)^{*k}} は数論的関数 {\displaystyle f(1)\varepsilon -f} をそれ自身と k 回畳み込んだものを意味する. 固定された自然数 {\displaystyle n} に対し, {\displaystyle k>\Omega (n)} ならば {\displaystyle (f(1)\varepsilon -f)^{*k}(n)=0} であることに注意せよ（{\displaystyle f(1)\varepsilon (1)-f(1)=0} と任意の n の k 個の正の整数の積による表現法は必ず 1 を含むことより）. よって右辺の級数は任意の正の整数 n に対し収束する.

## ディリクレ級数
f が数論的関数ならば母関数としてのディリクレ級数が次のように定義される:
{\displaystyle DG(f;s)=\sum _{n=1}^{\infty }{\frac {f(n)}{n^{s}}}}
は、級数が収束する複素数引数 s （もしあれば）が定義域である。ディリクレ級数の乗算は,以下の意味でディリクレ畳み込みと互換性がある:
{\displaystyle DG(f;s)DG(g;s)=DG(f*g;s)\,}
左辺の両級数が収束するすべてのsについて,少なくとも一方は絶対的に収束する（左辺の両級数の収束は右辺の収束を意味しないことに注意！）. これは，ディリクレ級数をフーリエ変換と考えれば，畳み込み定理に似ている.

## 関連する概念
畳み込みの約数を単約数, 二重単約数, または無限重単約数に制限することで、ディリクレ畳み込みと多くの特徴を共有する同様の可換演算が定義される（メビウス反転公式の存在, 乗法的性質の持続、トーシェントの定義, 関連する素数上のオイラー型積公式など）.
ディリクレ畳み込みは、順序集合の隣接代数に対する畳み込み積の特殊な場合であり, この場合, 被整除性で整列された正整数の順序集合である。